# الحب مرة أخرى (مسلسل)
الحب مرة أخرى هو مسلسل مكسيكي درامي رومانسي عرض في عدة دول عالمية قام بدور البطولة الممتلة إيران كاستيلو
الاسم الاصلي للمسلسل هو Amar Otra Vez عرض المسلسل أول مرة عام 2003 عرض هذا المسلسل المكسيكي في الشرق الأوسط على قناة دوزيم وتحكي قصة عن روسيو، خياطة، وقعت في الحب مرتين.

## القصة
منذ أن بدأت روسيو خياطة فساتين العرس لصديقاتها في المدينة، وهي تحلم باليوم الذي يعقد فيه قرانها بفرناندو الذي أغرمت به منذ صغرها. ففرناندو هو ابن بالبينا، المرأة التي تولت تربيتها والعناية بها عقب وفاة والديها. مع قرب موعد الزفاف، ظنت روسيو أن الحياة ستأخذ مجراها الطبيعي وأن مصيرها سيتوحد إلى الأبد مع أعز شخصين بالنسبة لها، فرناندو وبالبينا.
لكن فرناندو لم يكن في الحقيقة ذلك العاشق الذي كانت تظنه روسيو. فيوم الزفاف، حين كانت تنتظره لاتمام مراسيم الزفاف، لم يكن العريس في الموعد. بعد طول انتظار، تكتشف روسيو أنه مات عقب حادثة سير. إلا أن هذا الحادث ليس سوى خدعة افتعلها فرناندو للتخلص من روسيو وأمه والارتباط ببريندا مونتيرو، ابنة مشغله الثرية.
عندما تكتشف روسيو الأمر، يتحطم قلبها بعدما تحطمت أحلامها. لكنها سرعان ما تقرر عدم الاستسلام ومواجهة حياتها الجديدة. لكن الحب ضرب لها موعدا مرة أخرى عندما تلتقي بدانيال الذي يبادلها نفس الشعور. لكن المشاكل تلاحق روسيو، ففيرونيكا خطيبة دانيال السابقة ترفض الواقع الجديد وتصر على استرجاع خطيبها.
وسط كل هذه المشاكل، تقرر روسيو التفرغ لعملها وتستطيع في وقت وجيز أن تصبح من بين أكبر مصممات الأزياء مما أهلها أن تحتل مكانة وجيهة في المجتمع.
لكن الثروة والنجاح لا يواسيان قلب رويسو الوحيد. فهل سيعرف قلبها طعم الحب من جديد؟

## الأبطال
Iran Castillo.......... Rocio Huertas Guzman
Valentino Lanus.......... Daniel Suarez Gonzalez
Vanessa Guzman.......... Veronica Santillan Vidal
Margarita Magana.......... Brenda Montero Bustamante
Rafael Amaya.......... Fernando Castañeda Eslava
Angelica Maria.......... Balbina Eslava
Guillermo Garcia Cantu.......... Guillermo Montero
Roberto Ballesteros........... Julio Morales Ponce
Lourdes Munguía.......... Estela Bustamante de Montero
Mario Casillas.......... Manuel Chamorro Gutiérrez
Marisol Mijares.......... Janet Chamorro Beltrán
Eduardo Rivera.......... Ismael Pardo Iglesias
Gabriela Cano.......... Molly Chamorro Beltrán
Julio Camejo.......... Mateo Santillán Vidal
Anastasia.......... Adriana Candamo Rivadeneyra
Marcia Coutiño.......... Zoila Medina Castillo
Carmen Becerra.......... Sandra Murguía Navarro
Arsenio Campos.......... Javier
Chela Castro.......... Antuca Ropolo viuda de Moya
Zully Keith.......... Carmela Navarro de Murguía
Maribel Palmer.......... Fabiola Pineda Montoya
Rodrigo Mejía.......... Gustavo Medina Castillo
Rebeca Mankita.......... Pegui
Justo Martínez.......... Father Danilo
Isabel Martínez 'La Tarabilla'.......... Juanita

## وصلات خارجية
- الحب مرة أخرى على موقع IMDb (الإنجليزية)
- الحب مرة أخرى على موقع فيلمافينيتي (الإسبانية)
- الحب مرة أخرى على موقع كينوبويسك (الروسية)
- الحب مرة أخرى على موقع قاعدة بيانات الفيلم (الإنجليزية)